# Ribeira de Frades
Pour les articles homonymes, voir Ribeira.
Ribeira de Frades est une ancienne paroisse civile portugaise (en portugais : freguesia) de la municipalité de Coimbra dans le district du même nom.
La loi no 11-A/2013 du 28 janvier 2013, portant réorganisation administrative du territoire des freguesias, fusionne Ribeira de Frades avec la paroisse voisine de São Martinho do Bispo pour former l’União das freguesias de São Martinho do Bispo e Ribeira de Frades (dont le siège est à São Martinho do Bispo).